# Mila (província)
Mila (em árabe: ولاية ميلة) é uma wilaya da Argélia, cuja capital é  Mila. Outras localidades incluem Telerghma, Grarem Gouga, Hamala e Rouached.

## Divisões administrativas
É composta por 13  distritos e 32 municípios. Os distritos são:
- Aïn Beida Harriche
- Bouhatem
- Chelghoum Laïd
- Ferdjioua
- Grarem Gouga
- Mila
- Oued Endja
- Rouached
- Sidi Merouane
- Tadjenanet
- Tassadane Haddada
- Teleghma
- Terrai Bainen